# Jules Pinaud
Jules Pinaud (* 19. Jahrhundert; † 20. Jahrhundert) war ein französischer Kunstturner.

## Biografie
Jules Pinaud nahm an den Olympischen Sommerspielen 1900 in Paris teil. Im Einzelmehrkampf belegte er den 102. Platz.